# Ralph John Abercromby
Ralph John Abercromby, (algumas vezes escrito como Abercrombie) (Tullibody, Escócia, 7 de Outubro de 1734 – Alexandria, 28 de Março de 1801) foi um tenente-general britânico lembrado por seus serviços durante as Guerras Napoleónicas.

## Vida
Ralph Abercromby era o mais velho de seis filhos do advogado George Abercromby de Tullibody, Clackmannanshire e sua esposa Mary, filha de Ralph Dundas, Esq. de Manor. Seu pai, um descendente dos Abercrombies de Birkenbog nasceu em 1705, 1728 admitido na ordem e morreu em 8 de junho de 1800 com a idade de 95 anos como um membro sênior do Tribunal. Ele era o maior proprietário de terras do Partido Whig no condado de Clackmannan. Ao se casar com um Dundas, ele aumentou consideravelmente sua influência política. Ralph nasceu em 7 de outubro de 1734 na velha mansão em Menstrie (ou Menstry), o local de residência habitual de seus pais. Outras crianças eram o general e comandante-chefe na Índia Robert Abercromby e o Lord Justice Alexander Abercromby. O dia do nascimento de Ralph não está registrado nos registros paroquiais de Logie, mas ele foi batizado em 26 de outubro de 1734.

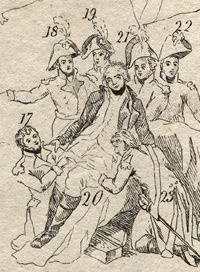
Morte do General Sir Ralph Abercrombie, Robert Ker Porter (1804)

Depois de frequentar a escola de rúgbi, Abercromby estudou direito em Edimburgo e Leipzig (1754) para se tornar advogado, como seu pai e seu avô. Mas como ele estava mais interessado no exército do que na lei, sua família comprou para ele um emprego como corneta na 3ª Guarda Dragão em março de 1756. Sua patente é datada de 23 de março daquele ano. Em fevereiro de 1760 foi nomeado tenente no mesmo regimento e em abril de 1762 como capitão de uma companhia do 3º regimento a cavalo. Em 1770 era major e em 1773 tenente-coronel. Em 1780 ele recebeu o grau de brevet- Coronel e no ano seguinte o de coronel regular do 103º Regimento (King's Irish Infantry). Este regimento recém-estabelecido foi reduzido em 1783 após a Paz de Versalhes (Guerra da Independência Americana) - como muitos regimentos - e o Coronel Abercromby recebeu metade do pagamento. Promovido a major-general em setembro de 1787, serviu em 1793 sob o comando de Frederick Augustus, duque de York e Albany, na Holanda, destacou-se em Famars e cobriu a retirada dos Aliados sobre o Waal.
Em 1795, ele sucedeu Charles Gray como comandante-chefe das tropas britânicas nas Índias Ocidentais. Por dois anos, ele lutou com sucesso contra os franceses lá. Em fevereiro de 1797, ele tirou a ilha espanhola de Trinidad dos espanhóis sem lutar. Na primavera daquele ano, ele se tornou governador na Ilha de Wight e logo comandante na Irlanda. Incapaz de conter a indulgência das tropas e pessoalmente ofendido, ele logo renunciou. Enviado para a Holanda do Norte sob o duque de York, ele forçou o desembarque de britânicos e russos. As tropas deram uma grande contribuição para a vitória em Alkmaar, e o fato de York não ter ouvido seus conselhos foi geralmente atribuído ao infeliz tratado de evacuação. Em 1800 ele comandou a expedição malsucedida contra Cádiz, em 1801 ele foi com 18 000 homens contra os franceses para o Egito.
Ele apareceu em Abukir em 2 de março, mas não conseguiu pousar até 8 de março, forçando o general Louis Friant a se retirar para Alexandria. Em 21 de março, ele derrotou os franceses sob o comando de Jacques-François Menou, mas foi mortalmente ferido e morreu em 28 de março. Seus restos mortais foram enterrados em Malta e sua memória foi homenageada com um memorial na Catedral de São Paulo, em Londres.